# 星槎道都大学
星槎道都大學（日语：星槎道都大学）是一間位於北海道北廣島市的私立大學，1978年正式設置。該校簡稱為「道都」、「道都大」。

## 外部連結
- 星槎道都大學 （页面存档备份，存于） （日語）